# Lucrecia Maldonado
María Lucrecia Sofía Maldonado Rodríguez (Quito, 24 de mayo de 1962) es una escritora y educadora ecuatoriana. Se ha especializado en los géneros del cuento, novela y literatura juvenil. Entre sus obras más importantes destaca la novela Salvo el calvario, ganadora en 2005 del Premio Aurelio Espinosa Pólit.

## Biografía

### Vida privada
María Lucrecia Sofía Maldonado Rodríguez nació en Quito, Ecuador, el 24 de mayo de 1962. Pertenece a una familia de clase media profesional. Su padre, Carlos Maldonado Paredes (Quito, 1927) es un arquitecto, graduado en la Universidad Central del Ecuador. Trabajó en instancias del Gobierno ecuatoriano, así como en la docencia universitaria en la Universidad Central. Su madre, Martha Rodríguez Paredes (Quito, 1934 - 2011) estudió Trabajo Social en la Pontificia Universidad Católica del Ecuador. Durante los primeros años de su matrimonio se dedicó a cuidar a sus hijos, debido a una crisis económica familiar, empezó a ejercer como trabajadora social en el Hospital Carlos Andrade Marín del Instituto Ecuatoriano de Seguridad Social en Quito.
Lucrecia Maldonado es la mayor de cuatro hermanos. Debido a circunstancias familiares, pasó la mayor parte de su infancia a cargo de su abuela y de sus tías y tíos por parte de su padre, de quienes recibió la costumbre de fomentar su imaginación por medio de cuentos. Además, al criarse en un entorno adulto, donde se leía mucho, desarrolló gusto por la lectura que la aprendió desde su corta edad.
En octubre de 1968, entró a la escuela "La Providencia", una institución católica femenina muy tradicional, que había sido muy prestante en años anteriores, pero que en aquella época era un centro educativo frecuentado por estudiantes pertenecientes a familias de clase media de la ciudad de Quito. Durante aquellos años, debido quizá a que su madre se encontraba ocupada en cuidar de sus hermanas pequeñas y de su hermano, y de que otros primos y primas ocupaban el tiempo de sus tías solteras, Lucrecia adquirió la costumbre de contarse cuentos para dormir, y fue en esos relatos en donde poco a poco se fue perfilando su vocación de creadora de historias. Fue precisamente su abuela de quien recibió dicha costumbre hasta convertirla en su profesión.
En su adolescencia escribía cuentos inspirada en situaciones que encontraba cotidianamente con un perro dibujado persiguiendo una mariposa o simples poemarios de amor. De manera contradictoria con sus preferencias vocacionales, se especializó en biología, física y matemáticas en secundaria por sugerencia de su madre. Sin embargo, paralelamente a sus estudios se dedica a escribir, corregir y difundir entre sus compañeros cuentos juveniles.

### Inicios en las letras
En el año de 1980 terminó los estudios de Bachillerato, y pese a la oposición familiar, sobre todo materna, decidió estudiar Ciencias de la Educación (Docencia Secundaria) con la especialización en Literatura Ecuatoriana, carrera que era ofrecida por la Pontificia Universidad Católica del Ecuador (PUCE), institución en la que también había estudiado su madre.
Aunque llevaba escribiendo relatos desde los últimos años de secundaria, Lucrecia Maldonado comenzó a publicar relativamente tarde: en 1994 apareció su primer libro de relatos, No es el amor quien muere, una colección de cuentos en donde la tónica principalmente se enfoca en las frustraciones de los personajes, los apegos, las despedidas, el amor y la muerte y conceptos que ya se encuentran manifiestos en el título. A partir de la publicación de este libro, Lucrecia continuó escribiendo y publicando, más que nada colecciones de relatos breves. Además, ha trabajado en el campo de la docencia, la comunicación y también en el ámbito radial llegando así a destacarse en su verdadera vocación, la literatura, de la que disfrutó desde su infancia gracias a su abuela, de quien también heredó su nombre. Su estilo literario se ve influenciado por autores como Eugenia Viteri, Miguel Donoso Pareja y Cecilia Ansaldo basándose también en la antología de cuentos de Juan Casamayor. De igual manera, Lucrecia Maldonado es una narradora que junto a Soledad Córdova y Ana Carlota González, busca y explora la cotidianidad, el día a día de eventos o problemas nuevos y vivencias de los adolescentes.

### Auge literario
En el año 2005 incursionó en la novela y la poesía con dos libros, respectivamente: Salvo el calvario y Ganas de hablar. Con el primero, su ópera prima en el género novelístico, obtuvo el premio Aurelio Espinosa Pólit, el premio literario más importante de su país, Ecuador, correspondiente al año 2005, otorgado por la Pontificia Universidad Católica del Ecuador. Este galardón le abrió además algunas puertas en el mundo editorial. A partir de aquel momento, continuó escribiendo novelas cortas, juveniles, otros libros de cuentos y algunos (pocos) libros de poemas.
En el año 2008 obtuvo el premio internacional de literatura juvenil "J. C. Coba", convocado por la editorial Libresa, con un libro de relatos para adolescentes llamado Bip-bip. En la obra Mamá, ya salió el sol publicado en el año 2010, la obra relata del problema actual que vive la sociedad en especial la juventud que es la drogadicción, Lucrecia Maldonado expresa su pena hacia los jóvenes que han tomado decisiones difíciles por causa de esta adicción e intenta alentar a los jóvenes en que siempre existe la posibilidad de que salga el sol luego de una noche oscura. En el año 2011 quedó finalista en el concurso Norma de Literatura Juvenil con su novela Las alas de la soledad, que al año siguiente, 2012, obtuvo el premio Darío Guevara Mayorga otorgado por el Municipio del Distrito Metropolitano de Quito a la mejor obra publicada en el ámbito de la literatura juvenil del país. En el año 2014, su libro Cuando se apaga la luz, una colección de relatos de misterio para niños, quedó finalista en este mismo concurso. 
En el 2015, participó con "El ruido de la lluvia en la ventana" en el concurso de relato "Ana María Matute" convocado por la editorial Torremozas, en el cual quedó finalista junto con escritoras españolas en su mayoría. En el concurso participaron 221 relatos originales de diversos países de procedencia. En el año 2016, presentó su novela Un piano en la oscuridad, en la que relata la historia de una joven que se enfrenta al problema de la adicción a las drogas y la prostitución. Así, Lucrecia Maldonado presentó su séptima obra literaria enfocada en el campo de la ciencia ficción, pero visibilizando problemáticas sociales de la vida real.
Sus obras se caracterizan por la familia, las relaciones de pareja, afortunadas o no; también habla acerca de la amistad, los hijos, de los lugares conocidos y de las carencias. Haciendo así de sus obras un éxito. El lenguaje utilizado por Lucrecia Maldonado es sencillo, espontáneo característico del código oral, de igual manera los temas de los escritos son cotidianos en los cuales describen las etapas de un ser humano como la vejez o incluso la muerte y también describe los sentimientos que experimenta el ser humano como el amor, la tristeza, el gozo etc. En todas sus narraciones, se evidencia la identidad ecuatoriana puesto a que se ubica en los entornos de la sociedad y la cultura del pueblo ecuatoriano. Los distintos elementos que plasman la identidad cultural ecuatoriana toman vida en lugares pertenecientes a la geografía del Ecuador e incluso los ubica en sectores reales de Quito coincidiendo con algunos otros escritores contemporáneos tales como: Aminta Buenaño con su obra Mujeres Divinas, Edgar Allan García en su obra El cucurucho de san Agustín, Jorge Queirolo Bravo con su obra La guerra del cóndor, entre otros.

### Docencia y otras actividades
A la par de su ejercicio literario, Lucrecia Maldonado trabajó como profesora de Lengua y Literatura en el colegio "La Dolorosa" de Quito, entre 1982 y 1987. También trabajó como locutora y productora del Instituto Radiofónico Fe y Alegría (Irfeyal) desde 1986 hasta 1988 y como productora de radio en el Centro de Educación Popular (Cedep) por un año hasta 1990. Entre 1990 y 1991 fue asesora pedagógica del Ministerio de Educación. A partir de 1991, Maldonado ejerció como profesora de Literatura en el Colegio Americano de Quito. Ha colaborado también en Grupo Santillana y CEEP como asesora editorial.
Sus cuentos también constan en varias recopilaciones como Antología de narradoras ecuatorianas (Miguel Donoso Pareja), Cuentan las mujeres (Cecilia Ansaldo) y Antología básica del Relato Ecuatoriano (Eugenia Viteri). Actualmente ejerce docencia literaria en la Unidad Educativa Particular Despertar, escribe artículos periodísticos y dedica tiempo a estudios del comportamiento humano, lo transgeneracional y el tarot terapéutico y evolutivo.
Desde 2024 conduce el programa Ruta de Letras, emitido por radio Pichincha 95.3 FM desde la ciudad de Quito.

## Obras

### Novelas
- Salvo el calvario (2005), premio "Aurelio Espinosa Pólit"[15][16]
- Un campo de lirios salvajes. Primera impresión agosto, 2015.
- Un piano en la oscuridad (2016)[17]

### Cuentos
- No es el amor quien muere (1994)[18]
- Mi sombra te ha de hacer falta (1998)[19]
- Todos los armarios (2002)[20]
- Como el silencio (2004)[21]
- Cabinas para llorar (2013)

### Poesía
- Ganas de hablar (2005), poesía, finalista en el concurso "Jorge Carrera Andrade"
- Libro de los afectos (2012)[22]
- Misfits (2014), libro de poesía en conjunto con el poeta mexicano José Ángel Leyva

### Literatura infantil y juvenil
- Pactos solitarios (2006), novela juvenil
- 99 maneras de controlar el llanto (2007), novela juvenil
- Bip-bip (2008), relatos para adolescentes, premio internacional "J. C. Coba"
- Mamá, ya salió el sol (2010), novela juvenil
- Las alas de la soledad (2012), novela juvenil, premio Darío Guevara Mayorga.[23]
- Cuando se apaga la luz (2014), relatos infantiles
- El ruido de la lluvia en la ventana (2015), relato juvenil

### Ensayo
- Érase un niño que un día descubrió el aire de la calle,su mundo se derramo hasta que abrió sus ojos y miró a su alrededor (2006), ensayo sobre las canciones de Joan Manuel Serrat.[24]